# Trifolium apertum
Trifolium apertum är en ärtväxtart som beskrevs av Jevgenij Grigorjevitj Bobrov. Trifolium apertum ingår i släktet klövrar, och familjen ärtväxter. Inga underarter finns listade i Catalogue of Life.